# Cerisano
Cerisano és un municipi italià, dins de la província de Cosenza, que limita amb els municipis de Castrolibero, Falconara Albanese, Fiumefreddo Bruzio, Marano Principato i Mendicino a la mateixa província.
| Població censada al municipi de Cerisano | Població censada al municipi de Cerisano      | Població censada al municipi de Cerisano |
| ---------------------------------------- | --------------------------------------------- | ---------------------------------------- |
|                                          |                                               |                                          |
| Notes:                                   | Elaboració gràfica per part de la Viquipèdia  |                                          |
|                                          | Font: ISTAT (Institut Nacional d'Estadística) |                                          |